# 阿拉什塔爾
阿拉什塔爾是伊朗的一个城市，位於該國西部札格羅斯山脈中部，由洛雷斯坦省負責管轄，距離首府霍拉馬巴德40公里，海拔高度1,648米，2006年人口28,306。
1. ↑  Aleshtar, Maryam Teymouri; Dowlatabadi, Hamidreza. . Procedia - Social and Behavioral Sciences. 2014-05, 98: 1895–1904. ISSN 1877-0428. doi:10.1016/j.sbspro.2014.03.620.